# Elkland
Elkland är en svensk dramafilm från 2009 i regi av Per Hanefjord. I rollerna ses bland andra Jimmy Lindström, Örjan Landström och Anna Azcaráte.

## Handling
Filmen skildrar bröderna Henrik och Ronnie som återförenas efter många år när deras far ska begravas.

## Rollista
- Jimmy Lindström – Henrik
- Örjan Landström – Ronnie
- Anna Azcaráte – Liv
- Sara Arnia – Rut
- Rolf Backman – Sten
- Kennard Nording
- Tomas Nording

## Om filmen
Inspelningen ägde rum i Abborfors, Gårdsjö älgpark och Heby kommun efter ett manus av Hanefjord. Producent var Hanna Lundmark, fotograf Ola Magnestam och klippare Hanna Lejonqvist. Filmen premiärvisades den 25 januari 2009 på Göteborgs filmfestival.
Filmen belönades med pris för bästa utländska film vid Student Academy Award i Los Angeles, USA 2009.